# LEN Champions League 2012-2013
La LEN Champions League 2012-2013 è stata la 50ª edizione del massimo trofeo continentale di pallanuoto per squadre europee di club. La competizione ha preso il via il 14 settembre 2012 e si è conclusa con la Final Four, disputata il 31 maggio e il 1º giugno 2013 a Belgrado.
Le squadre partecipanti sono state 26, in rappresentanza di 18 federazioni LEN. Entrambe le finaliste dell'edizione precedente, i campioni in carica del Pro Recco e i vicecampioni del Primorje, hanno rinunciato alla competizione. Allo stesso modo anche i campioni d'Ungheria del Vasas, il Mladost, il Posillipo e tutti i club montenegrini aventi diritto, hanno scelto di non partecipare.
Nel giugno 2012 la LEN ha annunciato l'introduzione di un nuovo formato. I turni di qualificazione sono stati ridotti da due a uno e il turno preliminare è stato allargato alla partecipazione di 24 squadre (in questa edizione sono 20 per il basso numero di iscrizioni); inoltre la fase a eliminazione diretta parte dagli ottavi di finale.

## Turno di qualificazione
Le prime due classificate di ciascun girone hanno avuto accesso al turno preliminare, mentre le terze e le quarte sono passate a disputare l'Euro Cup.

### Gironi
| Gruppo A         |
| sede: Tbilisi    |
| Arkonia Stettino |
| CN Sabadell      |
| Ligamus Tbilisi  |
| Vitbich Vitebsk  |

| Gruppo B             |
| sede: Kreuzlingen    |
| CN Marsiglia         |
| Järfälla Simsällskap |
| Kreuzlingen SC       |
| SSK Slagelse         |

### Gruppo A
|    | Turno di qualificazione 2012-2013 | Pti | G | V | N | P | GF | GS | DR  |
| -- | --------------------------------- | --- | - | - | - | - | -- | -- | --- |
| 1. | Ligamus Tbilisi                   | 9   | 3 | 3 | 0 | 0 | 43 | 21 | +22 |
| 2. | Vitbich Vitebsk                   | 6   | 3 | 2 | 0 | 1 | 21 | 28 | -7  |
| 3. | CN Sabadell                       | 3   | 3 | 1 | 0 | 2 | 29 | 24 | +5  |
| 4. | Arkonia Stettino                  | 0   | 3 | 0 | 0 | 3 | 15 | 36 | -21 |

| 14-09-12 | Sabadell | 6-7  | Vitbich |
| 14-09-12 | Ligamus  | 16-4 | Arkonia |

| 15-09-12 | Vitbich | 6-8   | Arkonia  |
| 15-09-12 | Ligamus | 12-11 | Sabadell |

| 16-09-12 | Sabadell | 12-5 | Arkonia |
| 16-09-12 | Ligamus  | 15-6 | Vitbich |

### Gruppo B
|    | Turno di qualificazione 2012-2013 | Pti | G | V | N | P | GF | GS | DR  |
| -- | --------------------------------- | --- | - | - | - | - | -- | -- | --- |
| 1. | CN Marsiglia                      | 9   | 3 | 3 | 0 | 0 | 69 | 15 | +54 |
| 2. | SC Kreuzlingen                    | 6   | 3 | 2 | 0 | 1 | 43 | 39 | +4  |
| 3. | SSK Slagelse                      | 3   | 3 | 1 | 0 | 2 | 34 | 40 | -6  |
| 4. | Järfälla Simsällskap              | 0   | 3 | 0 | 0 | 3 | 17 | 69 | -52 |

| 14-09-12 | Järfälla    | 1-29  | Marsiglia |
| 14-09-12 | Kreuzlingen | 12-11 | Slagelse  |

| 15-09-12 | Marsiglia   | 21-6 | Slagelse |
| 15-09-12 | Kreuzlingen | 23-9 | Järfälla |

| 16-09-12 | Järfälla    | 7-17 | Slagelse  |
| 16-09-12 | Kreuzlingen | 8-19 | Marsiglia |

## Turno preliminare
Il sorteggio dei gironi è stato effettuato a Canet-en-Roussillon il 7 settembre 2012. Le squadre si affrontano in gare di andata e ritorno. Le prime quattro classificate di ciascun gruppo si qualificano per gli ottavi a eliminazione diretta.

### Gironi
| Gruppo A           |
| Eger               |
| Ligamus Tblisi     |
| Schuurman BZC      |
| Spartak Volgograd  |
| Vouliagmeni        |
| W98-Waspo Hannover |

| Gruppo B      |
| Jug Dubrovnik |
| Kreuzlingen   |
| Montpellier   |
| Olympiakos    |
| Stella Rossa  |

| Gruppo C      |
| AN Brescia    |
| Barceloneta   |
| Marsiglia     |
| Sintez Kazan' |
| Vojvodina     |

| Gruppo D        |
| Galatasaray     |
| Oradea          |
| Partizan        |
| Spandau         |
| Szeged          |
| Vitbich Vitebsk |

### Calendario e tabellini
| Turno preliminare 2012-2013 | Turno preliminare 2012-2013 | Turno preliminare 2012-2013 | Turno preliminare 2012-2013 | Turno preliminare 2012-2013 | Turno preliminare 2012-2013 | Turno preliminare 2012-2013 | Turno preliminare 2012-2013 | Turno preliminare 2012-2013 |
| --------------------------- | --------------------------- | --------------------------- | --------------------------- | --------------------------- | --------------------------- | --------------------------- | --------------------------- | --------------------------- |
| 1ª giornata                 | 26 settembre 2012           | [ 12 ]                      | 2ª giornata                 | 6 ottobre 2012              | [ 13 ]                      | 3ª giornata                 | 20 ottobre 2012             | [ 14 ]                      |
| 4ª giornata                 | 14 novembre 2012            | [ 15 ]                      | 5ª giornata                 | 28 novembre 2012            |                             | 6ª giornata                 | 19 dicembre 2012            |                             |
| 9ª giornata                 | 6 febbraio 2013             |                             | 8ª giornata                 | 23 gennaio 2013             |                             | 7ª giornata                 | 9 gennaio 2013              |                             |
| 10ª giornata                | 27 gennaio 2013             |                             |                             |                             |                             |                             |                             |                             |

### Gruppo A
|    | Turno preliminare 2012-2013 | Pti | G  | V | N | P | GF  | GS  | DR  |
| -- | --------------------------- | --- | -- | - | - | - | --- | --- | --- |
| 1. | Vouliagmeni                 | 24  | 10 | 8 | 0 | 2 | 128 | 55  | +73 |
| 2. | Spartak Volgograd           | 24  | 10 | 8 | 0 | 2 | 108 | 65  | +43 |
| 3. | Eger                        | 24  | 10 | 8 | 0 | 2 | 131 | 64  | +67 |
| 4. | Schuurman BZC               | 12  | 10 | 4 | 0 | 6 | 65  | 108 | -57 |
| 5. | W98-Waspo Hannover          | 4   | 10 | 1 | 1 | 8 | 44  | 109 | -65 |
| 6. | Ligamus Tblisi              | 1   | 10 | 0 | 1 | 9 | 58  | 133 | -75 |

| 26-09-12 | Vouliagmeni | 11-6 | Spartak     |
| 15-01-13 | Eger        | 27-5 | Ligamus     |
| 26-09-12 | Schuurman   | 6-5  | Waspo       |
| 14-11-12 | Vouliagmeni | 11-8 | Eger        |
| 14-11-12 | Schuurman   | 5-14 | Spartak     |
| 14-11-12 | Waspo       | 7-5  | Ligamus     |
| 09-01-13 | Eger        | 10-9 | Vouliagmeni |
| 09-01-13 | Ligamus     | 6-6  | Waspo       |
| 09-01-13 | Spartak     | 12-7 | Schuurman   |
| 27-02-13 | Spartak     | 9-7  | Vouliagmeni |
| 27-02-13 | Ligamus     | 4-12 | Eger        |
| 27-02-13 | Waspo       | 3-7  | Schuurman   |

| 06-10-12 | Schuurman | 13-10 | Ligamus     |
| 06-10-12 | Waspo     | 4-18  | Vouliagmeni |
| 06-10-12 | Spartak   | 10-7  | Eger        |
| 28-11-12 | Eger      | 13-4  | Schuurman   |
| 28-11-12 | Spartak   | 12-4  | Waspo       |
| 28-11-12 | Ligamus   | 5-15  | Vouliagmeni |
| 23-01-13 | Spartak   | 12-6  | Ligamus     |
| 23-01-13 | Waspo     | 4-13  | Eger        |
| 23-01-13 | Schuurman | 3-15  | Vouliagmeni |

| 20-10-12 | Eger        | 16-5 | Waspo     |
| 20-10-12 | Vouliagmeni | 12-4 | Schuurman |
| 20-10-12 | Ligamus     | 8-15 | Spartak   |
| 19-12-12 | Schuurman   | 6-17 | Eger      |
| 19-12-12 | Vouliagmeni | 16-2 | Ligamus   |
| 19-12-12 | Waspo       | 2-12 | Spartak   |
| 06-02-13 | Eger        | 8-6  | Spartak   |
| 06-02-13 | Vouliagmeni | 14-4 | Waspo     |
| 06-02-13 | Ligamus     | 7-10 | Schuurman |

### Gruppo B
|    | Turno preliminare 2012-2013 | Pti | G | V | N | P | GF  | GS  | DR   |
| -- | --------------------------- | --- | - | - | - | - | --- | --- | ---- |
| 1. | Jug Dubrovnik               | 24  | 8 | 8 | 0 | 0 | 129 | 40  | +99  |
| 2. | Olympiakos                  | 15  | 8 | 5 | 0 | 3 | 105 | 64  | +41  |
| 3. | Stella Rossa                | 15  | 8 | 5 | 0 | 3 | 106 | 73  | +33  |
| 4. | Montpellier                 | 6   | 8 | 2 | 0 | 6 | 65  | 100 | -35  |
| 5. | Kreuzlingen                 | 0   | 8 | 0 | 0 | 8 | 58  | 186 | -128 |

| 26-09-12 | Olympiakos   | 15-5 | Kreuzlingen  |
| 26-09-12 | Stella Rossa | 6-10 | Jug          |
| 14-11-12 | Montpellier  | 2-14 | Jug          |
| 14-11-12 | Olympiakos   | 9-8  | Stella Rossa |
| 09-01-13 | Jug          | 17-5 | Montpellier  |
| 09-01-13 | Stella Rossa | 11-9 | Olympiakos   |
| 27-02-13 | Jug          | 10-5 | Stella Rossa |
| 27-02-13 | Kreuzlingen  | 8-33 | Olympiakos   |

| 06-10-12 | Montpellier  | 7-11 | Olympiakos   |
| 06-10-12 | Stella Rossa | 26-7 | Kreuzlingen  |
| 28-11-12 | Montpellier  | 15-8 | Kreuzlingen  |
| 28-11-12 | Jug          | 10-8 | Olympiakos   |
| 23-01-13 | Montpellier  | 8-16 | Stella Rossa |
| 23-01-13 | Kreuzlingen  | 5-30 | Jug          |

| 20-10-12 | Stella Rossa | 10-8  | Montpellier  |
| 20-10-12 | Jug          | 29-7  | Kreuzlingen  |
| 19-12-12 | Kreuzlingen  | 6-14  | Montpellier  |
| 19-12-12 | Olympiakos   | 2-9   | Jug          |
| 06-02-13 | Olympiakos   | 18-6  | Montpellier  |
| 06-02-13 | Kreuzlingen  | 12-24 | Stella Rossa |

### Gruppo C
|    | Turno preliminare 2012-2013 | Pti | G | V | N | P | GF | GS | DR  |
| -- | --------------------------- | --- | - | - | - | - | -- | -- | --- |
| 1. | Barceloneta                 | 18  | 8 | 6 | 0 | 2 | 74 | 51 | +23 |
| 2. | Sintez Kazan'               | 13  | 8 | 4 | 1 | 3 | 75 | 70 | +5  |
| 3. | AN Brescia                  | 12  | 8 | 4 | 0 | 4 | 72 | 71 | +1  |
| 4. | Marsiglia                   | 9   | 8 | 3 | 0 | 5 | 72 | 84 | -12 |
| 5. | Vojvodina                   | 7   | 8 | 2 | 1 | 5 | 58 | 75 | -17 |

| 26-09-12 | Brescia     | 13-9 | Vojvodina   |
| 26-09-12 | Barceloneta | 10-7 | Sintez      |
| 14-11-12 | Brescia     | 5-7  | Barceloneta |
| 14-11-12 | Marsiglia   | 8-13 | Sintez      |
| 09-01-13 | Sintez      | 11-9 | Marsiglia   |
| 09-01-13 | Barceloneta | 9-7  | Brescia     |
| 27-02-13 | Vojvodina   | 7-9  | Brescia     |
| 27-02-13 | Sintez      | 8-7  | Barceloneta |

| 06-10-12 | Vojvodina | 4-9   | Barceloneta |
| 06-10-12 | Marsiglia | 9-7   | Brescia     |
| 28-11-12 | Sintez    | 9-4   | Brescia     |
| 28-11-12 | Marsiglia | 13-7  | Vojvodina   |
| 23-01-13 | Marsiglia | 11-10 | Barceloneta |
| 23-01-13 | Vojvodina | 6-6   | Sintez      |

| 20-10-12 | Sintez      | 9-10  | Vojvodina |
| 20-10-12 | Barceloneta | 15-4  | Marsiglia |
| 19-12-12 | Brescia     | 16-12 | Sintez    |
| 19-12-12 | Vojvodina   | 10-9  | Marsiglia |
| 06-02-13 | Barceloneta | 7-5   | Vojvodina |
| 06-02-13 | Brescia     | 11-9  | Marsiglia |

### Gruppo D
|    | Turno preliminare 2012-2013 | Pti  | G | V | N | P | GF | GS | DR  |
| -- | --------------------------- | ---- | - | - | - | - | -- | -- | --- |
| 1. | Szeged                      | 21   | 8 | 7 | 0 | 1 | 81 | 56 | +25 |
| 2. | Partizan                    | 16   | 8 | 5 | 1 | 2 | 66 | 51 | +15 |
| 3. | Galatasaray                 | 13   | 8 | 4 | 1 | 3 | 61 | 60 | +1  |
| 4. | Oradea                      | 6    | 8 | 2 | 0 | 6 | 69 | 85 | -16 |
| 5. | Spandau                     | 3    | 8 | 1 | 0 | 7 | 60 | 85 | -25 |
| -  | Vitbich Vitebsk             | rit. | - | - | - | - | -  | -  | -   |

| 26-09-12 | Szeged      | 8-5  | Spandau     |
| 26-09-12 | Partizan    | 5-5  | Galatasaray |
| 14-11-12 | Szeged      | 8-7  | Partizan    |
| 14-11-12 | Oradea      | 11-8 | Galatasaray |
| 09-01-13 | Galatasaray | 6-5  | Oradea      |
| 09-01-13 | Partizan    | 8-6  | Szeged      |
| 27-02-13 | Spandau     | 7-11 | Szeged      |
| 27-02-13 | Galatasaray | 9-7  | Partizan    |

| 06-10-12 | Spandau     | 10-13 | Partizan    |
| 06-10-12 | Oradea      | 9-14  | Szeged      |
| 28-11-12 | Spandau     | 15-13 | Oradea      |
| 28-11-12 | Galatasaray | 4-6   | Szeged      |
| 23-01-13 | Oradea      | 5-10  | Partizan    |
| 23-01-13 | Spandau     | 8-11  | Galatasaray |

| 20-10-12 | Galatasaray | 10-7 | Spandau     |
| 20-10-12 | Partizan    | 8-7  | Oradea      |
| 19-12-12 | Oradea      | 11-7 | Spandau     |
| 18-12-12 | Szeged      | 11-8 | Galatasaray |
| 06-02-13 | Szeged      | 17-8 | Oradea      |
| 06-02-13 | Partizan    | 8-1  | Spandau     |

## Ottavi di finale
Il sorteggio degli ottavi è stato effettuato a Roma il 28 febbraio 2013. Le squadre indicate in grassetto accedono ai quarti di finale.
| Andata   | Andata | Andata                         | Andata |
| Data     | Ora    | Gara                           | Ris.   |
| -------- | ------ | ------------------------------ | ------ |
| 09-03-13 | 17:00  | Stella Rossa - Eger            | 13-6   |
| 09-03-13 | 20:30  | Montpellier - Szeged           | 6-9    |
| 09-03-13 | 20:30  | Vouliagmeni - Marsiglia        | 16-12  |
| 09-03-13 | 19:15  | Olympiakos - Spartak Volgograd | 9-8    |
| 09-03-13 | 12:00  | Barceloneta - Oradea           | 15-5   |
| 10-03-13 | 15:00  | Schuurman BZC - Jug Dubrovnik  | 1-19   |
| 10-03-13 | 19:00  | Partizan - AN Brescia          | 9-5    |
| 09-03-13 | 20:30  | Galatasaray - Sintez Kazan'    | 9-6    |

| Ritorno | Ritorno | Ritorno                        | Ritorno | Ritorno |
| Data    | Ora     | Gara                           | Ris.    | Tot.    |
| ------- | ------- | ------------------------------ | ------- | ------- |
| 20-3-13 | 19:00   | Eger - Stella Rossa            | 8-8     | 14-21   |
| 21-3-13 | 18:00   | Szeged - Montpellier           | 18-7    | 27-13   |
| 20-3-13 | 19:30   | Marsiglia - Vouliagmeni        | 13-10   | 25-26   |
| 20-3-13 | 19:00   | Spartak Volgograd - Olympiakos | 13-10   | 21-19   |
| 20-3-13 | 20:00   | Oradea - Barceloneta           | 8-12    | 27-13   |
| 20-3-13 | 18:00   | Jug Dubrovnik - Schuurman BZC  | 17-7    | 36-8    |
| 20-3-13 | 19:30   | AN Brescia - Partizan          | 6-7     | 11-16   |
| 20-3-13 | 18:00   | Sintez Kazan' - Galatasaray    | 11-11   | 20-17   |

## Quarti di finale
Il sorteggio degli accoppiamenti è stato effettuato a Roma il 25 marzo 2013.
| Andata   | Andata | Andata                       | Andata |
| Data     | Ora    | Gara                         | Ris.   |
| -------- | ------ | ---------------------------- | ------ |
| 17-04-13 | 18:45  | Szeged - Stella Rossa        | 5-7    |
| 17-04-13 | 19:00  | Vouliagmeni - Barceloneta    | 3-8    |
| 17-04-13 | 20:00  | Partizan - Spartak Volgograd | 11-6   |
| 17-04-13 | 20:30  | Galatasaray - Jug Dubrovnik  | 5-12   |

| Ritorno | Ritorno | Ritorno                      | Ritorno | Ritorno |
| Data    | Ora     | Gara                         | Ris.    | Tot.    |
| ------- | ------- | ---------------------------- | ------- | ------- |
| 30-4-13 | 17:00   | Stella Rossa - Szeged        | 10-11   | 17-16   |
| 01-5-13 | 12:00   | Barceloneta - Vouliagmeni    | 16-10   | 24-13   |
| 01-5-13 | 19:00   | Spartak Volgograd - Partizan | 5-5     | 11-16   |
| 01-5-13 | 19:00   | Jug Dubrovnik - Galatasaray  | 18-3    | 30-8    |

## Final Four
- 31 maggio e 1º giugno 2013 a Belgrado, in Serbia[2].

### Semifinali
| Arbitri: | Alexandrescu Caputi |

|                                             |           |                                                   |
| Mandić Rackov, Ćuk, Dedović, Mitrović, Vico | Marcatori | Bošković, Janovic Marković, Bušlje, Dobud, Ivovic |

| Arbitri: | Koganov Margeta |

|                                                      |           |                        |
| Rašović Pijetlovic, Prlainovic Randjelovic, Vapenski | Marcatori | Vrlic, Alferez De Lera |

### Finale 3º/4º posto
| Arbitri: | Koganov Margeta |

|                                                  |           |                                        |
| Mandić, Ćuk, Dedović, Mitrović Matović, Čučković | Marcatori | Vrlic Perrone Minguell Miranda, Martin |

### Finale 1º/2º posto
| Arbitri: | Stavridis Caputi |

|                                 |           |                                                                            |
| Janovic Bošković Joković, Dobud | Marcatori | Pijetlovic S. Rašović, Radjen, Avramović, V. Rašović, Vapenski, Prlainovic |

## Classifica marcatori
|  | Gol | Marcatore             | Squadra       |  |
|  | --- | --------------------- | ------------- |  |
|  | 42  | Felipe Perrone        | Barceloneta   |  |
|  | 35  | Miho Bošković         | Jug Dubrovnik |  |
|  | 34  | Alexandros Gounas     | Vouliagmeni   |  |
|  | 26  | Boris Vapenski        | Stella Rossa  |  |
|  | 24  | Konstantin Stepanjuk  | Sintez Kazan' |  |
|  | 21  | Marko Elez            | AN Brescia    |  |
|  | 21  | Blai Mallarach        | Olympiakos    |  |
|  | 20  | Tamás Molnár          | Szeged        |  |
|  | 17  | Emmanouil Mylonakis   | Vouliagmeni   |  |
|  | 14  | Matthijs Lucas        | Schuurman BZC |  |
|  | 13  | Konstantinos Mourikis | Olympiakos    |  |
|  | 9   | Roberto Calcaterra    | AN Brescia    |  |
|  |     |                       |               |  |